# Sản xuất tại Đài Loan

Những công ty, tập đoàn, hãng sản xuất đồ điện tử nổi tiếng thế giới của Mỹ và các nước Á Đông, trong đó có sự góp mặt của các thương hiệu đến từ Đài Loan như Asus, Acer và HTC.

Sản xuất tại Đài Loan hay Made in Taiwan (phồn thể: 臺灣製造; giản thể: 台湾制造; bính âm: Táiwān zhìzào; Hán-Việt: Đài Loan chế tạo) là nhãn hiệu có xuất xứ được in vào các sản phẩm để chỉ ra rằng những sản phẩm đó được sản xuất tại Đài Loan. Khi nền kinh tế Đài Loan gia tăng trong sản xuất, nhãn hiệu Made in Taiwan được áp dụng vào các sản phẩm trong nhiều lĩnh vực từ dệt may, đồ chơi bằng nhựa và xe đạp vào những năm 1980 cho đến laptop và con chíp máy tính vào những năm 1990; hơn 80% thiết kế máy tính xách tay trên thế giới là của Đài Loan.
Năm 2010, Bộ Kinh tế Đài Loan đã đẩy mạnh việc quảng bá các sản phẩm Made in Taiwan được chứng nhận tại Đài Loan, bao gồm cả các mặt hàng tham gia tích trữ tại các chuỗi bán lẻ chính.
Đại diện cho các thương hiệu dán nhãn Made in Taiwan trong ngành công nghiệp ô tô và lốp xe là Luxgen và Maxxis. Ngành công nghiệp máy tính và điện tử thì bao gồm Acer, Asus, Garmin và HTC. Công ty Quanta Computers đã gán nhãn Made in Taiwan trong việc gia công hàng triệu máy tính cho dự án One Laptop per Child. Taiwan Beer là một hãng bia Đài Loan còn Giant Bicycles là nhà sản xuất xe đạp của Đài Loan.